# پیتینمکی (هلسینکی)

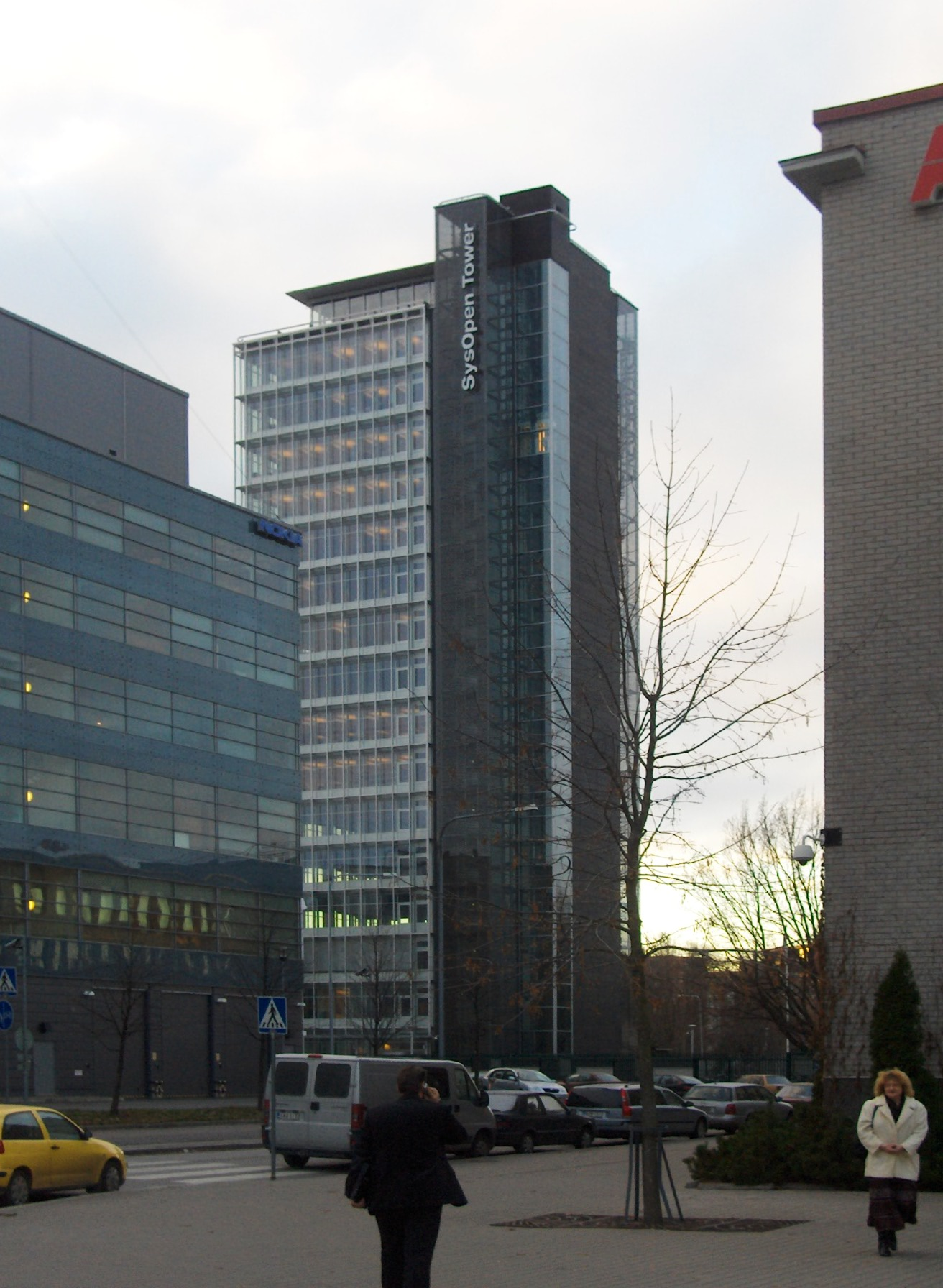
برج دیجیا در پیتَیَنْمَکی

پیتَیَنْمَکی (سوئدی: Sockenbacka) ناحیه ای است که در غربی‌ترین محله در هلسینکی فنلاند و در نزدیکی مرز اسپو واقع شده‌است. شرکت‌های فناوری اطلاعات و ماشین‌سازی زیادی در این منطقه به خصوص در اطراف ایستگاه راه‌آهن ولیمو وجود دارد. نوکیا و دیجیا نیز در این محله قرار دارند.